# Rogowa
Rogowa (prononciation : [rɔˈɡɔva]) est un village polonais de la gmina de Wolanów dans le powiat de Radom de la voïvodie de Mazovie dans le centre-est de la Pologne.
Il se situe à environ 20 km à l'ouest de Radom (siège du powiat) et à 91 km au sud de Varsovie (capitale de la Pologne).

## Histoire
De 1975 à 1998, le village appartenait administrativement à la voïvodie de Radom.